# Герберт Кюн
Герберт Кюн (нім. Herbert Kühn; 24 квітня 1919, Вупперталь — 17 червня 1990) — німецький офіцер-підводник, оберлейтенант-цур-зее крігсмаріне.

## Біографія
16 вересня 1939 року поступив на службу на флот. У березні-листопаді 1941 року пройшов курс підводника. З листопада 1941 року — 2-й вахтовий офіцер на підводному човні U-331. З квітня 1942 року — вахтовий офіцер у 29-й флотилії. З лютого 1943 року — 2-й вахтовий офіцер на U-73, з травня 1943 року — на U-81. З серпня 1943 року — 1-й вахтовий офіцер на U-81. З листопада 1943 по січень 1944 року пройшов курс командира човна. З січня по 14 квітня 1944 року — командир U-38, з 15 квітня 1944 по 5 травня 1945 року — U-708.

## Звання
- Кандидат в офіцери (16 вересня 1939)
- Морський кадет (1 лютого 1940)
- Фенріх-цур-зее (1 липня 1940)
- Оберфенріх-цур-зее (1 липня 1941)
- Лейтенант-цур-зее (1 березня 1942)
- Оберлейтенант-цур-зее (1 жовтня 1943)

## Нагороди
- Залізний хрест 2-го і 1-го класу
- Нагрудний знак підводника